# Operatie Josephine B
Operatie Josephine B (ook wel Operatie Josephine genoemd) was een geallieerde militaire operatie nabij Bordeaux in Frankrijk in juni 1941, tijdens de Tweede Wereldoorlog. De operatie werd uitgevoerd door de Vrije Fransen en het Britse Special Operations Executive (SOE), samen met de Royal Air Force voor luchtsteun.
Het doel van de operatie was om acht elektrische transformatoren in Pessac te vernietigen. De operatie liep tijdelijk vast wegens gebrek aan recente informatie, maar uiteindelijk werden zes van de acht transformatoren vernietigd, waardoor de Italiaanse duikbotenbasis BETASOM in Bordeaux weken belemmerd werd. Het verlies van de transformatoren zorgde ook voor veel andere problemen voor de Italiaanse en Duitse bezetters.
De operatie was SOE's eerste succes in het bezette Frankrijk en versterkte de status van de organisatie aanzienlijk.